# António Variações
António Joaquim Rodrigues Ribeiro (Lugar de Pilar, Amares, 3 december 1944 – Lissabon, 13 juni 1984), bekend onder zijn artiestennaam António Variações, was een Portugese zanger en componist wiens carrière begon in de jaren 80. Hoewel hij slechts korte tijd actief was als artiest, vanwege zijn vroege overlijden, heeft hij een grote invloed gehad op de hedendaagse Portugese muziek.

## Biografie
Variações werd geboren in het noorden van Portugal, in de buurt van Braga. Hij had elf broers en zussen, waarvan er twee op jonge leeftijd overleden. Tijdens zijn jeugd moest hij zijn ouders af en toe helpen met werken op het land. Toen hij 11 was kreeg hij zijn eerste baantje in Caldelas en een jaar later ging hij naar Lissabon. Na zijn diensttijd in Angola, verhuisde hij eerst naar Londen en later naar Amsterdam, waar hij als kapper werkte.
Uiteindelijk verhuisde hij terug naar Lissabon, waar hij ging werken in de eerste unisexkapsalon van Portugal, Ayer. Naast het werken als kapper, trad hij op met een groep die zichzelf "Variações", Portugees voor "variaties", noemde. Deze groep voegde de genres rock, pop, blues en fado samen. Al snel werd Variações opgemerkt en in 1981 trad hij op in een televisieprogramma. Daarna bracht hij zijn eerste single uit, een cover van "Povo que Lavas no Rio" van Amália Rodrigues. In 1984 bracht hij zijn tweede werk, "Dar e Receber" (letterlijk: "geven en nemen"), uit. In datzelfde jaar trad hij op tijdens de Queima das Fitas van Coimbra op 17 mei, hoewel hij toen al ernstig ziek was. De dag daarna werd hij opgenomen in het ziekenhuis met een longontsteking, waaraan hij op 13 juni overleed; vermoedelijk leed Variações aan aids.
Na zijn dood werden nog enkele nummers en twee verzamelalbums uitgebracht.
- Bibliothèque nationale de France: cb17826830h (data)
- Gemeinsame Normdatei: 132727226
- International Standard Name Identifier: 0000 0000 7781 5276
- Library of Congress Control Number: n2022048735
- MusicBrainz: f5a21d30-7369-42fe-92b8-ef711f520d72
- Système universitaire de documentation: 23306978X
- Virtual International Authority File: 47931084
- WorldCat: E39PBJgX9tpmXRWh6P4mvF7GpP